# BlackBerry KEYone
BlackBerry KEYone — защищенный смартфон на Android 7, выпущенный в 2017 году компанией BlackBerry Mobile. KEYone сочетает в себе физическую клавиатуру с жестами и большой сенсорный дисплей на 4,5 дюйма. В отличие от предыдущих устройств компании использует не проприетарную ОС, а Android и производилось TCL Technology, а не самой BlackBerry.

## Технические характеристики
- SoC Qualcomm Snapdragon 625, 8 ядер ARM Cortex-A53 @2,0 ГГц

GPU Adreno 506 @650 МГц
- Операционная система Android 7.1.1

- Сенсорный дисплей IPS 4,5″, 1620×1080, 434 ppi

- Оперативная память (RAM) 3 ГБ, внутренняя память 32 ГБ

- Поддержка Nano-SIM (2 шт.)

- Поддержка microSD до 2 ТБ

- Сети GSM (850/900/1800/1900 МГц)[2]

- Сети WCDMA/HSPA+ (850/900/1700/1900/2100 МГц)

- Сети LTE Cat.6 FDD (Band 2, 3, 4, 5, 7, 8, 13, 17, 20, 28), TD (Band 38, 40)

- Wi-Fi 802.11a/b/g/n/ac (2,4 и 5 ГГц)

- Bluetooth 4.2 NFC

- USB Type-C 3.1, USB OTG

- GPS, A-GPS, Глонасс, BDS

- Основная камера 12 Мп, f/2,0, автофокус, 4K-видео

- Фронтальная камера 8 Мп, f/2,2

Датчик приближения, освещения, магнитного поля, дактилоскопический, гироскоп
- Аккумулятор 3505 мА·ч, Quick Charge

- Размеры 149×73×9,4 мм

- Масса 183 г

## Особенности
Традиционно для устройств BlackBerry сделан акцент на безопасности: шифровании данных, защите от несанкционированного вмешательства в работу устройства, своевременную установку обновлений, исправляющих ошибки.
Коммуникации (электронная почта, социальные сети и т.д.) интегрируются в приложении BlackBerry Hub.
Основным отличительным элементом устройства выступает клавиатура. Помимо использования её для ввода текста, можно назначить «горячие клавиши», позволяющие запускать приложения долгим нажатием на определённую кнопку. В клавишу «пробел» встроен сканер отпечатка пальца. Кроме того, свайп вверх-вниз по клавиатуре может использоваться для прокрутки. Из-за наличия клавиатуры экран имеет нестандартное соотношение сторон и разрешение 1080×1620.
Для аудио используется единственный динамик на нижней части телефона. Присутствует стандартный 3,5-миллиметровый разъём для наушников.
Батарея повышенной ёмкости (в сравнении с типичными для смартфонов того времени 3000 мА·ч) поддерживает быструю зарядку (36 минут от 0% до 50%) через разъём USB-C. По результатам тестов журнала PC Pro в тесте просмотра видео телефон разрядился за 12 часов 23 минуты, что оказалось сравнимо с показателями других смартфонов.
Камера телефона использует сенсор Sony IMX38, такой же, как в Google Pixel. У смартфона отсутствует система оптической стабилизации изображения, что ухудшает качество снимков и видео в условиях плохой освещённости.

## Продажи
С момента старта продаж BlackBerry KEYone в 2017 году компания TCL COMMUNICATION представила смартфон более чем в 50 странах.

## Оценки
Журнал PC Pro присвоил смартфону рейтинг 3/5. Автор рецензии счёл, что клавиатура не позволяет существенно повысить скорость набора текста по сравнению с экранными клавиатурами, использующими технологию Swype. Экран с нестандартным соотношением сторон он счёл хотя и качественным, но неудобным для просмотра видео. Также были отмечены недостаточные углы обзора, меньшие чем у флагманских устройств конкурентов. По результатам тестов журнала была выявлена также отстающая от флагманских устройств других фирм производительность. В целом в качестве недостатков телефона были указаны высокая цена при недостаточной производительности, сомнительная полезность клавиатуры и габариты устройства. Как достоинства были названы повышенное внимание к безопасности и классический дизайн, привычный для пользователей Blackberry.